# Kim Koo
Dans ce nom coréen, le nom de famille, Kim, précède le nom personnel.
Kim Koo, Kim Ku ou Kim Gu (hangeul : 김구, hanja : 金九, né à Haeju le 11 juillet 1876, mort le 26 juin 1949) est un résistant coréen à l'occupation japonaise de la Corée (1910-1945) et un homme politique coréen.
Son nom de naissance est Kim Chang-su (김창수, 金昌洙), et il est largement connu sous le surnom de Paikbum (백범, 白凡). À dix-huit ans, il est l'un des dirigeants de la révolte du Donghak en 1894, au cours de laquelle il lance une attaque contre les soldats japonais au fort de Haeju.
S'engageant dans la lutte antijaponaise, il participe au soulèvement du 1er Mars 1919 avant de s'exiler en Chine et de participer au gouvernement provisoire coréen établi à Shanghai. Il a été le sixième et dernier président du gouvernement provisoire coréen en exil. Pendant la Seconde Guerre mondiale, il engage aux côtés des Alliés l'armée de libération de Corée.
Refusant la division de la Corée après 1945, il tient une conférence pour l'unification à Pyongyang avec le futur président nord-coréen Kim Il-sung. En 1948, il échoue à être élu président de la République contre Syngman Rhee. Kim a été assassiné en 1949 à son bureau par Ahn Doo-hee (en). Ahn Doo-hee a ensuite avoué avoir agi sur ordre de la police secrète sud-coréenne. La Central Intelligence Agency (CIA, États-Unis) aurait aussi été impliquée selon l'historien américain d'origine coréenne Bang Sun-ju, qui se fonde sur un document des services secrets américains déclassifié, sans qu'il soit exclu que le meurtrier ait agi personnellement.
Kim Ku est l'un des rares nationalistes coréens respecté tant en Corée du Nord qu'en Corée du Sud.

## Œuvres
- Le journal de Paikbum (Baikbeom ilji, 백범일지, 白凡逸志)
- Dowaeshilga (도왜실기, 屠倭實記)